# Charles Christopher Frost
Charles Christopher Frost (11 de noviembre de 1805 – 16 de marzo de 1880) fue un botánico estadounidense. Describió varias especies de hongos del género Boletus en la zona de Nueva Inglaterra, y se le atribuye el descubrimiento de tres especies nuevas. Su herbario personal fue donado a la Universidad de Vermont en 1902. Partes de su colección hoy se distribuyen entre el herbario Farlow de la Universidad de Harvard, el Museo Estatal de Nueva York y el Museo de Buffalo.

## Honores
Epónimos
- Agaricus frostianus Peck 1883
- Amanita frostiana Peck 1900

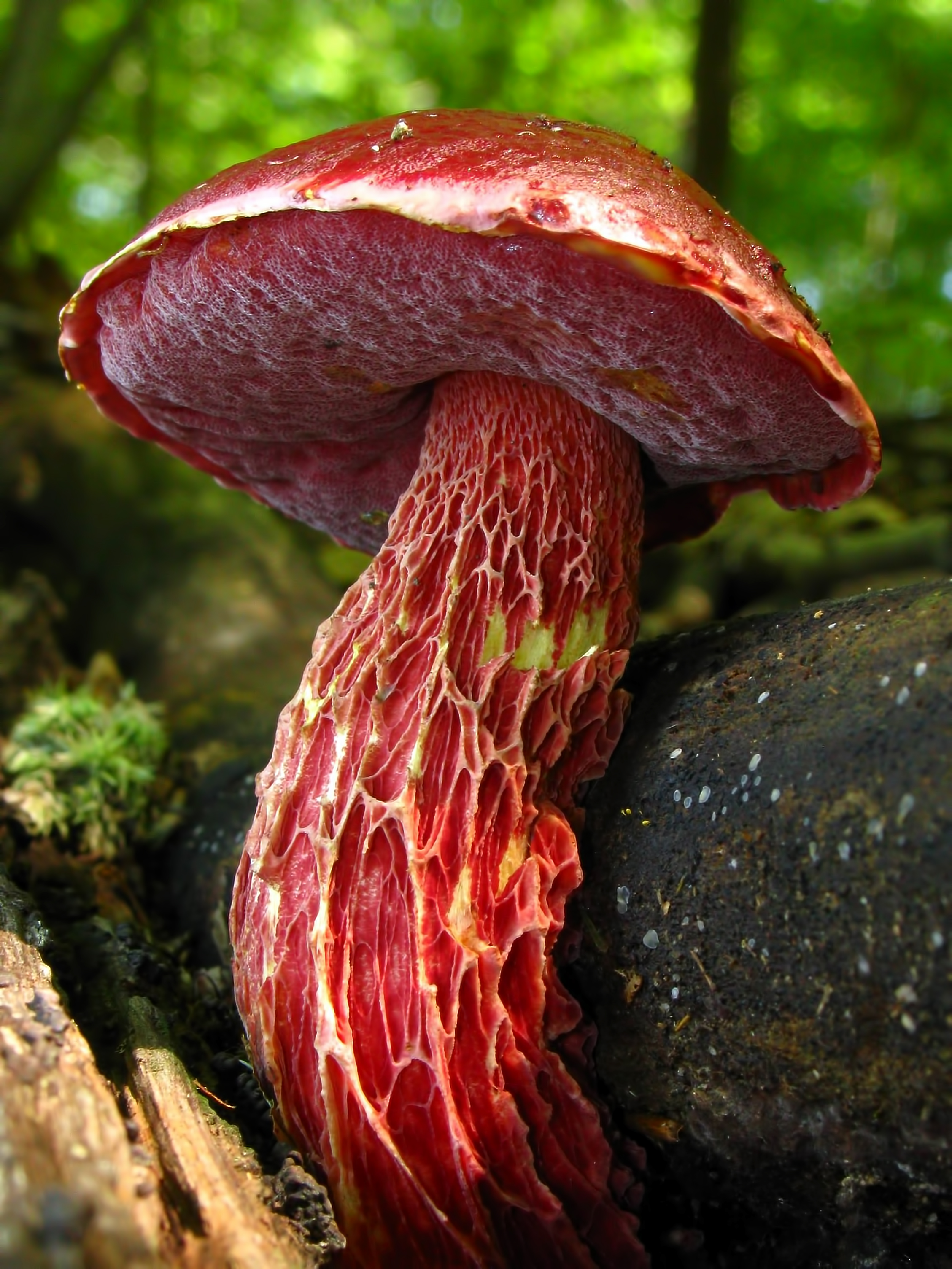
Boletus frostii

- Amanita subfrostiana Zhu L.Yang 1997
- Boletus frostii J.L.Russell
- Boletus pseudofrostii B. Ortiz 2007
- Cetraria fahlunensis var. frostii (Tuck.) Zahlbr. 1929
- Cetraria hepatizon var. frostii (Tuck.) Räsänen 1952
- Diatrype frostii (Peck) Cooke 1886
- Diatrypella frostii Peck 1878
- Dirinaria frostii (Tuck.) Hale & W.L.Culb. 1970
- Frostiella Murrill 1942
- Lecanora frostii (Tuck.) Tuck. 1866
- Lycoperdon frostii Peck 1879
- Parmelia frostii Tuck. 1882
- Phyllosticta afrostyracis C.Moreau 1947
- Physcia frostii (Tuck.) Zahlbr. 1930
- Pyxine frostii (Tuck.) Tuck. 1882
- Squamaria frostii Tuck. 1858
- Suillellus frostii (J.L.Russell) Murrill 1909
- Tubiporus frostii (J.L.Russell) 1968
- Venenarius frostianus (Peck) Murrill 1913

## Abreviatura
La abreviatura Frost se emplea para indicar a Charles Christopher Frost como autoridad en la descripción y clasificación científica de los vegetales. (Véase listado de todos los géneros y especies descritos por este autor en IPNI).